# توماس إتش غرين
توماس إتش غرين (بالإنجليزية: Thomas H. Green) هو عسكري أمريكي، ولد في 22 أبريل 1889 في كامبريدج في الولايات المتحدة، وتوفي في 27 مارس 1971 في الولايات المتحدة.